# Diaethria bisosto
Diaethria bisosto är en fjärilsart som beskrevs av Achille Guenée 1872. Diaethria bisosto ingår i släktet Diaethria och familjen praktfjärilar. Inga underarter finns listade i Catalogue of Life.